# Batalha de Favência (82 a.C.)
A Batalha de Favência foi travada em setembro de 82 a.C. na cidade de Favência durante a Segunda Guerra Civil de Sula. Lutaram as forças dos optimates, lideradas por Quinto Cecílio Metelo Pio, e dos populares, comandadas por Caio Norbano Balbo. O resultado foi uma vitória indecisiva dos optimates.

## Contexto
Para a campanha de 82 a.C., os populares se dividiram em duas frentes: norte, sob o comando de Cneu Papírio Carbão, e sul, comandado por Caio Mário, o Jovem. Depois da derrota para Sula na Batalha de Sacriporto, Mário acabou cercado em Preneste. Sula deixou as operações sob o comando de um subordinado e seguiu para a Etrúria, onde venceu uma batalha menor de cavalaria perto do rio Glanis. Posteriormente, uma nova batalha foi travado perto de Clúsio e durou um dia inteiro, mas terminou sem um vencedor claro. Como Pompeu e Crasso ainda estavam enfrentando Caio Carrinas perto de Espolécio, Carbão enviou-lhe um exército de apoio. Sula, ao saber disto, atacou este exército isoladamente e matou mais de mil homens numa emboscada, mas Carrinas, que estava cercado, aproveitou-se da situação e conseguiu escapar.

## Batalha
Depois de expulsar as forças de Carbão de Piceno, Quinto Cecílio Metelo Pio acampou em Favência para esperar a chegada do exército de Caio Norbano Balbo, que vinha marchando da Gália Cisalpina. No começo de setembro, Balbo chegou à região e imediatamente seguiu para o acampamento de Metelo. Assim que ele chegou, as duas forças se perfilaram para o combate. Os soldados de Balbo estavam cansados da longa marcha e foram rapidamente derrotados. O exército de Norbanou conseguiu recuar através de um vinhedo, mas ao custo de pesadas perdas: perto de 10 000 de seus homens foram mortos e outros 6 000 juraram lealdade a Metelo Pio, obrigando Carbão a fugir para Arímino com cerca de mil sobreviventes.